# Parmotrema gradsteinii
Parmotrema gradsteinii är en lavart som beskrevs av Aubel. Parmotrema gradsteinii ingår i släktet Parmotrema och familjen Parmeliaceae.   Inga underarter finns listade i Catalogue of Life.